# Sentirsi uniti
Sentirsi uniti è il dodicesimo album in studio del cantante pop italiano Riccardo Fogli, pubblicato nel 1990 dall'etichetta discografica CBS.
Nel disco è contenuto il brano Ma quale amore, in gara al Festival di Sanremo di quell'anno. In questo album ha debuttato Tiziana Donati, conosciuta come Tosca, che canta Un modo per amare.

## Tracce
CD (CBS 466570 2)
Testi di Andrea Aldo De Angelis.
1. Ma quale amore – 4:26 (Laurex, Andrea Aldo De Angelis, Luigi Lopez)
2. 22 dicembre – 4:12 (Laurex, Andrea Aldo De Angelis, Luigi Lopez)
3. È tempo per noi – 4:29 (Laurex, Andrea Aldo De Angelis)
4. Fai quello che vuoi – 4:54 (Laurex, [Andrea Aldo De Anelis)
5. Un modo per amare – 3:53 (Laurex, Andrea Aldo De Angelis) – (con Tosca)
6. Cambierò la mia esistenza – 4:40 (Laurex, Andrea Aldo De Angelis, Luigi Lopez)
7. Non è facile – 3:38 (Laurex, Andrea Aldo De Angelis)
8. Oscuro amore – 4:04 (Laurex, Andrea Aldo De Angelis)
9. Passeggiando da solo una mattina di marzo – 4:11 (Laurex, Andrea Aldo De Angelis)

Durata totale: 38:27

## Formazione
- Riccardo Fogli – voce
- Luciano Ciccaglioni – chitarra
- Luca Orioli – tastiera, programmazione
- Maurizio Galli – basso
- Maurizio Dei Lazzaretti – batteria
- Gianluca Podio – pianoforte